# Lee Jong-suk
Lee Jong-suk (coreà: 이종석)  (Suwon, 14 de setembre de 1989) és un actor i model coreà. Va debutar l'any 2005 com a model, esdevenint el model mascle més jove en participar en la Setmana de Moda de Seül. Lee Jong Suk és millor conegut pel seu paper en les series: Escola 2013 (2012), Puc Sentir La vostra Veu (2013), Doctor Desconegut(2014), Pinotxo (2014), W (2016), Mentre Dormies (2017), L'Himne de Mort (2018) i l'idil·li És un Llibre de Bonificació (2019).

## Educació
Es va llicenciar en Pel·lícules i arts professionals a la Universitat Konkuk i es va graduar a la universitat el 2016.

## Carrera

### 2005–2010: Començaments
Als 17, Lee va començar la seva carrera de model a la Col·lecció de Seül l'any 2005, sent el model mascle més jove en debutar en el programa de Col·lecció del Seül a Setmana de Moda del Seül. Des de llavors, ha participat en un gran número d'espectacles de moda.
Lee va entrenar com un membre d'un grup de música coreana durant tres mesos i ja havia signat amb l'empresa per debutar. Tanmateix, va abandonar després que l'empresa trenqués la promesa que li havia fet en la qual Lee debutaría com a actor. Posteriorment va participar en una selecció per actors a SBS quan estava cursant secundària.
L'any 2010, Lee va debutar en la sèrie de televisió coreana Princesa Fiscal. També va fer el seu debut de pantalla gran en el Fantasma de pel·lícula de l'horror.

### 2011–2013: Augmentant popularitat
Lee va començar a obtenir reconeixement després d'actuar en el drama Jardí Secret com a personatge secundari, en el drama feia d'un jove compositor amb un amor no correspost
L'any 2011, va aparèixer en la comedia de MBC Patada alta 3: La Vengança del potes curtes on va obtenir molta popularitat. Lee també va co-protagonitzar la pel·lícula R2B: Retorn a la base l'any 2012.

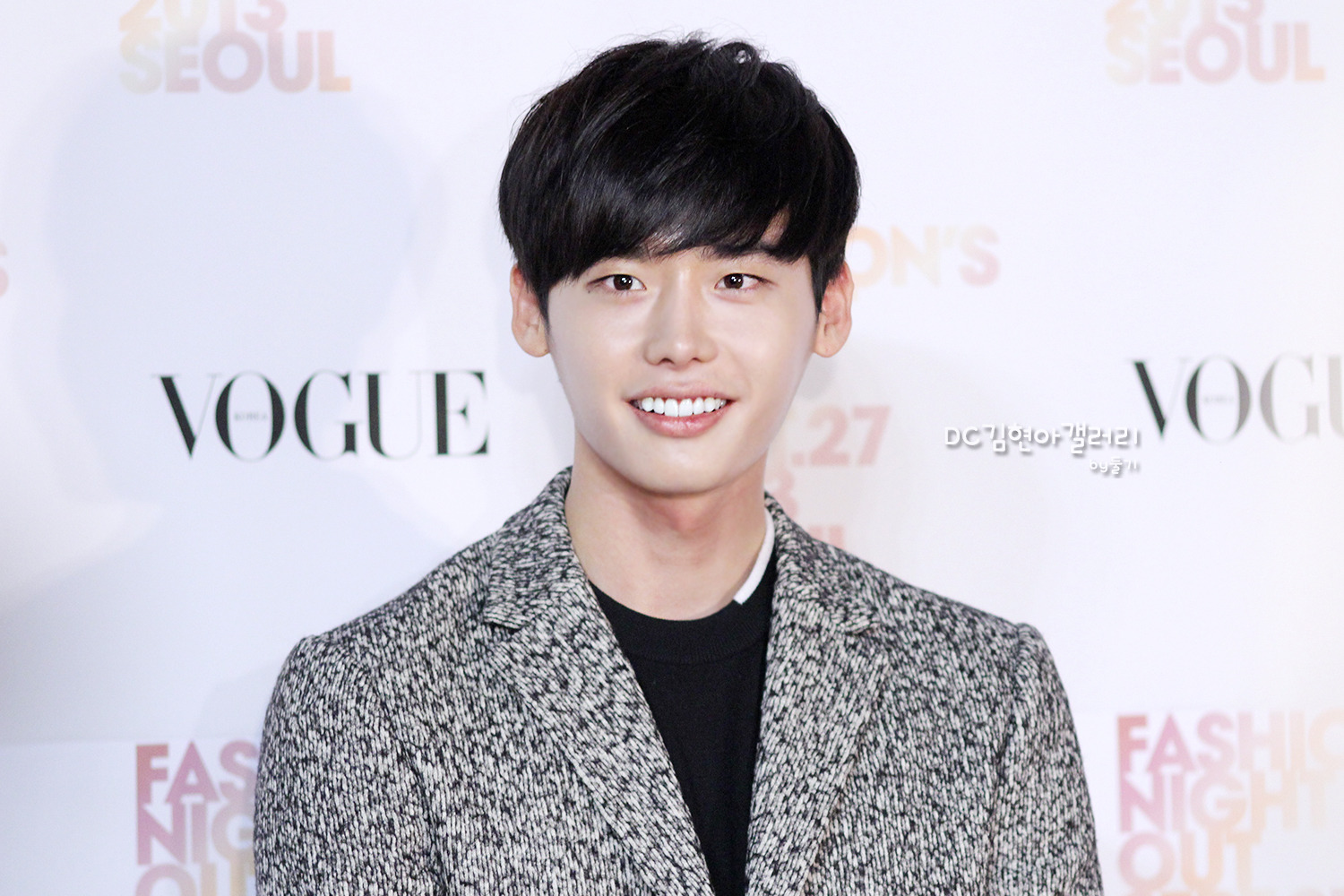
A Vogue la nit de la moda Fora, 2013

La fama de Lee va exclatar amb el seu paper al drama
Escola 2013. Lee va rebre el seu primer premi pel seu paper a la sèrie Escola 2013 a KBS Premis de Dramas sota la categoria millor Nou Actor.
Seguint l'èxit d'Escola 2013, Lee va protagonitzar la sèrie Puc Sentir La vostra Veu amb Lee Bo-young. En la sèrie, Lee feia de Park Soo-ha, un jove intel·ligent que pot llegir ments. Al principi, el drama tindría una durada de 16 episodis però va agradar tant al públic que es va allargar amb dos episodis més Va rebre el Premi d'Actor per Excel·lència en la categoria masculina als Premis de Dramas de Coreà per la seva actuació. Llavors va protagonitzar la pelicula esportiva Sense Respiració i va tenir un paper secundari en l'èxit de taquilla: El Lector de Cara.

### 2014–present: Popularitat principal

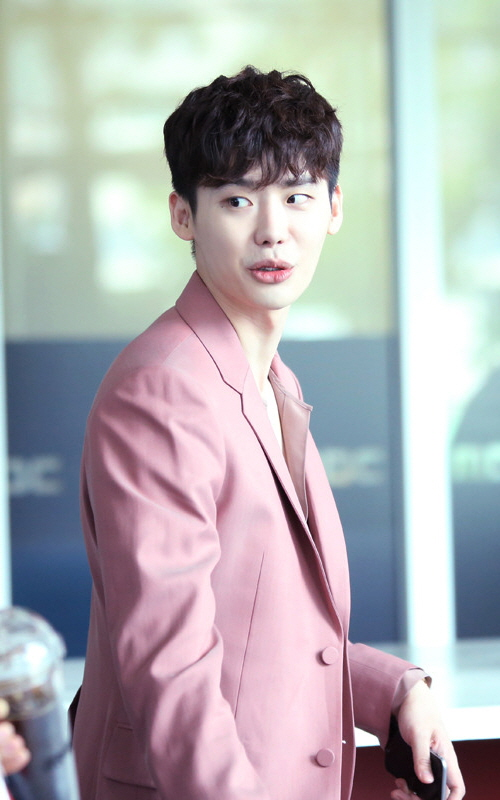
A W roda de premsa, Agost de 2016.॥॥

En el 2014, Lee va protagonitzar la comèdia romàntica adolescent Hot Young Bloods, interpretant un romantitzador cursi Lee, posteriorment, va protagonitzar el famós drama mèdic Doctor Stranger, interpretant un defensor de Corea del Nord que treballa com a metge a Corea del Sud. El drama va ser un èxit a la Xina, guanyant 400 milions de visualitzacions. Lee va protagonitzar Pinotxo amb l'actriu Park Shin-hye, i va interpretar al protagonista Choi Dal-po, un periodista principiant d'una empresa de difusió que lluita amb la idea de justícia i veritat en un món on tothom vol amagar fets. Pinotxo va ser un altre èxit, amb una recaptació de 6.2 mil milions de dòlars guanyats per drets de retransmissió en només un any. Les actuacions de Lee en els drames Doctor Stranger i Pinocchio li van valer guardons com a actor, inclòs el premi masculí a l'excel·lència masculina als vuitens premis Korea Drama. També es va convertir en l'actor més jove que va guanyar el premi al millor actor als 27th Grimae Awards, escollits pels cinematògrafs de televisió.
Lee després va iniciar-se en una gira de quedades amb fans per Àsia i va llançar un photobook titulat 2014-2015 Asia Tour Story ~ With ~, que contenia fotos realitzades a les quedades de Lee amb els fans de set ciutats asiàtiques durant la gira de nou mesos. Lee també va ser protagonista del seu primer drama xinès titulat Jade Lovers amb l'actriu Zheng Shuang. El drama, rodat a Xangai, es descriu com una sèrie de romàntics de fantasia ambientada als anys trenta. A causa de l'èxit de Lee a la Xina, li van fer una figura de cera d'ell a Madame Tussauds de Hong Kong, que l'actor va presentar en una cerimònia. Al desembre de 2015, Lee va deixar la seva anterior agència Wellmade Yedang i va signar un contracte exclusiu amb YG Entertainment el 10 de maig de 2016.
El juliol de 2016, Lee va tornar a la pantalla petita coreana amb el fantàstic thriller W de MBC al costat de Han Hyo-joo. El drama va ser molt popular a Corea i Lee va guanyar el Daesang (Gran Premi) als MBC Drama Awards de finals d'any. El mateix any, va ser protagonista del drama web First Seven Kisses per a Lotte Duty Free.
L'any 2017, Lee va protagonitzar la pel·lícula de crim <i id="mwvw">VIP</i>, marcant el seu primer paper principal com a villà. Llavors, Lee va protagonitzar el drama sobrenatural-processal Mentres estaves dormint al costat de Bae Suzy al setembre. El juliol del mateix any, Lee va ser nomenat ambaixador de bona voluntat per al turisme coreà per l'Organització de Turisme de Corea. L'organització també va publicar vídeos promocionals amb l'actor, titulat "8 episodis de Corea", que es va centrar en llocs turístics de 10 regions diferents, com ara Seül, Gyeonggi, Gangwon, Jeju i Gyeongju.
El 2018, Lee va aparèixer en el drama de dos episodis L'Himne de la mort, un remake de la pel·lícula de 1991 Song Song. Lee va signar amb la nova agència de gestió YNK Entertainment un cop finalitzat el seu contracte amb YG Entertainment, però va rescindir el seu contracte cinc mesos després. i va establir la seva pròpia agència "A-man Project".
L'any 2019 va protagonitzar el seu primer drama de comèdia romàntica " Romance Is a Bonus Book" al costat de Lee Na-young.

## Vida personal
Lee és el millor amic del seu company acto-model i co-protagonista del drama Escola 2013, Kim Woo-bin, a qui va conèixer des dels seus dies de modelatge.
És el propietari de la cafeteria de sopar, 89Mansion.

### Allistament militar
Lee va començar el seu servei militar obligatori el 8 de març del 2019. Lee es va considerar que no era capaç d'incorporar-se com a soldat de servei actiu com a resultat de passar per un accident de cotxe als 16 anys i va trencar el lligament creuat anterior. Per tant, se li confirma que treballa com a agent de servei públic. S'espera que Lee serà donat d'alta el 2 de gener de 2021.